# Vladimir Mikhailovich Petlyakov
Vladimir Mikhailovich Petlyakov (tiếng Nga: Влади́мир Миха́йлович Петляко́в) (15 tháng 6 năm 1891 – 12 tháng 1 năm 1942) là một kỹ sư hàng không Liên xô.
Petlyakov sinh tại Sambek (Don Voisko, Đế chế Nga) năm 1891 (hiện là một phần của Novoshakhtinsk, Rostov), nơi cha ông là một quan chức địa phương. Sau khi tốt nghiệp trường Cao đẳng kỹ thuật tại Taganrog (hiện là "Taganrog Petlyakov Aviation College", ru:Таганрогский авиационный колледж им. В. М. Петлякова) năm 1910 ông tới Moskva, nơi ông được nhận vào Đại học Kỹ thuật Nhà nước Moskva; tuy nhiên, vì những khó khăn tài chính ông đã không thể hoàn thành việc học. Sau cuộc Cách mạng tháng 10 năm 1917, ông được thuê làm việc như một kỹ thuật viên tại phòng thí nghiệm khí động lực tại Đại học Kỹ thuật Nhà nước Moskva dưới sự hướng dẫn của Nikolai Zhukovsky, và tiếp tục việc học tập. Ông đã có được những kinh nghiệm khi làm việc tại các đường hầm gió và những tính toán cho việc thiết kế máy bay khi làm việc tại đây. Năm 1922, ông tốt nghiệp trường này.
Giai đoạn 1921-1936, Petlyakov làm việc tại Viện thủy động lực học Trung ương dưới sự hướng dẫn của Andrei Tupolev, nơi ông tham gia vào việc thiết kế cánh và phát triển các tàu lượn. Năm 1936, ông trở thành lãnh đạo thiết kế máy bay tại một nhà máy sản xuất máy bay. Petlyakov đã tham gia trực tiếp vào việc tổ chức và phát triển chế tạo máy bay kim loại của Liên xô. Đặc biệt, Petlyakov (cùng với kỹ sư Nikolai Belyaev) đã lập ra các phương pháp tính toán tính mỏi của kim loại và lý thuyết về việc thiết kế cánh kim loại với nhiều xà. Petlyakov đã hỗ trợ việc thiết kế những chiếc máy bay ném bom hạng nặng của Liên xô như TB-1, TB-3 (1930-1935), và một máy bay ném bom tầm cao, xa bốn động cơ Pe-8 (1935-1937).
Tuy nhiên, ngày 21 tháng 10 năm 1937, Petlyakov bị bắt giữ cùng Tupolev và toàn bộ ban giám đốc TsAGI với những vu cáo phá hoại, gián điệp và giúp đỡ Đảng Phát xít Nga.  Nhiều đồng nghiệp của ông đã bị hành quyết. Năm 1939, ông được chuyển từ nhà tù tới một sharashka của NKVD dành cho các nhà thiết kế máy bay gần Moscow, nơi nhiều cựu thành viên của TsAGI đã được gửi tới làm việc. Petlyakov được giao trách nhiệm thiết kế một máy bay chiến đấu tầm cao, và ông đã hoàn thành thành công. Tuy nhiên, thực tế hoạt động trong Chiến tranh Liên xô-Phần Lan cho thấy nó không phải là chiếc máy bay mà Không quân Liên xô có nhu cầu, và Lavrentiy Beria, lãnh đạo NKVD và sharashka yêu cầu chiếc máy bay chiến đấu phải được thiết kế lại thành một máy bay ném bom bổ nhào, với lời hứa hẹn rằng ông và ccác đông nghiệp sẽ được thả khi hoàn thành công việc.
Kết quả là chiếc máy bay Pe-2, được đưa vào sản xuất hàng loạt tại Nhà máy Hàng không Kazan, đã chứng tỏ là một trong những thiết kế thành công nhất trong Thế chiến II. Petlyakov được thả năm 1940, và được trao Giải Stalin năm 1941. Tuy nhiên, tại Kazan, Petlyyakov phải đối mặt với những khó khăn ngày càng lớn khi nhiều kỹ thuật viên và thợ cơ khí do ông đào tạo phải gia nhập Hồng quân và ra mặt trận, ảnh hưởng lớn tới chất lượng sản xuất máy bay. Ông đã phản đối lên các lãnh đạo cao cấp, và đang trên đường tới Moscow vào tháng 1 năm 1942 (trên một chiếc Pe-2), thì tử nạn trong một vụ rơi máy bay gần Arzamas. Mộ ông nằm tại Nghĩa trang Arskoe ở Kazan.
Vladimir Petlyakov đã được nhận Giải thưởng Nhà nước Liên xô (1941) và được trao hai Huân chương Lenin và một Huân chương Sao vàng.